# Dwergtong
De dwergtong (Buglossidium luteum) is een straalvinnige vis uit de familie van eigenlijke tongen (Soleidae) en behoort derhalve tot de orde van platvissen (Pleuronectiformes). De vis kan een lengte bereiken van 15 cm. De hoogst geregistreerde leeftijd is 13 jaar. Voedt zich vooral met kleine kreeftachtigen zoals vlokreeftjes, eenoogkreeftjes en zeekomma's.

## Leefomgeving
De dwergtong is een stenohaliene zoutwatervis. Ze komt voor in de noordoost Atlantische Oceaan van IJsland zuidelijk via de Noordzee tot in de Oostzee. Ze komt ook voor in de Middellandse Zee, inclusief de Adriatische Zee, tot aan de Bosporus. De diepteverspreiding is 5 tot 450 m.

## Relatie tot de mens
De dwergtong is voor de visserij van beperkt commercieel belang. In de hengelsport wordt er weinig op de vis gejaagd.